# Scelotes capensis
Espèce
Synonymes
- Gongylus capensis Smith, 1849
- Sepsina weberi Roux, 1907

Scelotes capensis est une espèce de sauriens de la famille des Scincidae.

## Répartition
Cette espèce se rencontre en Afrique du Sud et en Namibie dans le Namaqualand.

## Étymologie
Son nom d'espèce, composé de cap et du suffixe latin -ensis, « qui vit dans, qui habite », lui a été donné en référence au lieu de sa découverte, la province de Cap-du-Nord.

## Publication originale
- Smith, 1849 : Illustrations of the Zoology of South Africa. 3 (Reptiles).